# Vancé
Vancé település Franciaországban, Sarthe megyében. Lakosainak száma 287 fő (2022. január 1.). Vancé Cogners, Bessé-sur-Braye, La Chapelle-Huon, Val-d’Étangson és Loir en Vallée községekkel határos.

## Népesség
A település népessége az elmúlt években az alábbi módon változott:
| Lakosok száma | 332  | 328  | 331  | 324  | 323  | 322  | 310  | 298  | 287  |
|               | 2013 | 2015 | 2016 | 2017 | 2018 | 2019 | 2020 | 2021 | 2022 |